# Mors Principium Est
Mors Principium Est finski je melodični death metal sastav iz Porija.

## Povijest sastava
Osnovan je 2002. te njegovo ime na latinskom znači Smrt je početak. Nakon objavljenih par demosnimki 2002. godine sastav potpisuje ugovor s francuskom diskografskom kućom Listenable Records te godinu kasnije objavljuje svoj debitantski studijski album Inhumanity. Drugi album The Unborn objavljuje 2005., a treći Liberation = Termination 2007. godine. Nakon nekoliko promjena članova, svoj četvrti album ...and Death Said Live objavljuje 2012. godine. Peti je album grupe, Dawn of the 5th Era, bio objavljen koncem 2014. godine te je njen šesti album, Embers of a Dying World, bio pušten u prodaju 2017. godine.

## Članovi sastava
Trenutna postava
- Mikko Sipola — bubnjevi (1999. - danas)
- Ville Viljanen — vokali (2000. - danas)
- Teemu Heinola — bas-gitara (2001. - danas)
- Andy Gillion — gitara (2011. - danas)

Bivši članovi
- Jarkko Kokko — gitara (1999. – 2009.)
- Jori Haukio — gitara, programiranje (1999. – 2006.)
- Toni Nummelin — klavijature (1999. – 2004.)
- Joona Kukkola — klavijature (2004. – 2007.)
- Tomy Laisto — solo gitara (2007. – 2011.)
- Karri Kuisma — ritam gitara (2007. – 2008.)
- Tom "Tomma" Gardiner — ritam gitara (2008. – 2009.)
- Kalle Aaltonen — ritam gitara (2009. – 2011.)
- Andhe Chandler — dodatni vokali, ritam gitara (2011. – 2014.)
- Kevin Verlay — ritam gitara (2014. – 2015.)

## Diskografija
Studijski albumi
- Inhumanity (2003.)
- The Unborn (2005.)
- Liberation = Termination (2007.)
- ...and Death Said Live (2012.)
- Dawn of the 5th Era (2014.)
- Embers of a Dying World (2017.)
- Seven (2020.)
- Liberate the Unborn Inhumanity (2022.)

## Vanjske poveznice
- Službena stranica